# Cepa
Una cepa, en microbiología, es una población de microorganismos de una sola especie descendientes de una única célula o que provienen de una determinada muestra en particular, la que usualmente es propagada clonalmente, debido al interés en la conservación de sus cualidades definitorias. De una manera más básica puede definirse como un conjunto de especímenes bacterianos que comparten, al menos, una característica o variante genética.
Existen sociedades científicas, las colecciones de cultivos tipo, que almacenan una gran diversidad de microorganismos y que los difunden a petición de los investigadores; en dichas colecciones, la atribución taxonómica de cada clon está perfectamente asegurada hasta el nivel de cepa.

## Cepas en neumococos
En este tipo de bacteria existen dos cepas que son llamadas "lisa" y "rugosa", las lisas posee una envoltura que es una cápsula formada por carbohidratos complejos, que bajo el microscopio le da una apariencia lisa, y la rugosa no tiene dicha cápsula por lo que se ve rugosa, muy rugosa en comparación con la lisa.

## Agrupaciones ERAM1
Las cepas se pueden agrupar según sus características comunes: 
- biovar o biotipo, que son aquellas cepas que tienen características bioquímicas y fisiológicas especiales.
- morfovar o morfotipo, con morfología específica.
- serovar o serotipo, con características antigénicas específicas.
- patovar o patotipo, con propiedades patógenas para ciertos hospedadores.
- fagovar o fagotipo, con especificidad para lisar ciertos bacteriófagos.

En Micología, se dice que es un hongo aislado en cultivo puro y caracterizado taxonómicamente con una o más características morfológicas, fisiológicas o moleculares, que lo distinguen de otros aislamientos de la misma especie.